# Salvatore Bellafiore
Salvatore Bellafiore (Marsala, 8 settembre 1923 – Marsala, 21 ottobre 2009) è stato un politico italiano.

## Carriera politica
Di professione medico e primario dell'Ospedale San Biagio di Marsala, è eletto Consigliere Provinciale nel 1970 nella lista del Partito Socialista Italiano e rieletto successivamente con il Partito Socialdemocratico nel 1975 e 1980. Dal 1970 al 1971 è assessore alla Provincia Regionale di Trapani con la delega alla Solidarietà Sociale, e poi dal 25 luglio 1975 al 28 agosto 1980 è assessore alla Igiene e Sanità.
Candidato più volte al Senato nel collegio Trapani-Marsala senza essere mai eletto, entra in parlamento nel novembre 1985 per sostituire il senatore Francesco Parrino, deceduto durante il mandato, rimane quindi in carica sino alla fine della Legislatura nell'estate 1987.
Muore all'età di 86 anni il 21 ottobre del 2009.